# Saison 2016-2017 de l'Amiens SC
Maillots
Chronologie
Saison précédente Saison suivante
La saison 2016-2017 de l'Amiens SC est la saison sportive de juillet 2016 à juin 2017 de l'Amiens Sporting Club, club de football situé à Amiens.
Cette saison voit le club évoluer dans trois compétitions : le championnat de France de Ligue 2, deuxième niveau du football français, à la suite de son accession dans cette division après sa 3e place obtenue lors de la saison précédente en National, la Coupe de France, qu'il commence au 7e tour et la Coupe de la Ligue, qu'il commence au 1er tour.

## Joueurs et encadrement technique

### Effectif et statistiques
Les tableaux suivant présentent l'effectif et l'encadrement technique de l'Amiens SC lors de la saison 2016-2017.
| P  | N° | Joueur               | Âge    | Depuis | Ch. app. | Ch. tit. | But inscrit | Passe décisive | CF. app. | But inscrit | CL. app. | But inscrit |
| -- | -- | -------------------- | ------ | ------ | -------- | -------- | ----------- | -------------- | -------- | ----------- | -------- | ----------- |
| G  | 16 | Raphaël Adicéam      | 25 ans | 2015   |          |          |             |                | 1        |             | 1        |             |
| G  | 1  | Régis Gurtner        | 29 ans | 2015   | 38       | 38       |             |                |          |             |          |             |
| G  | 30 | Gauthier Banaziak    | 19 ans | 2017   |          |          |             |                |          |             |          |             |
| DD | 19 | Oualid El Hajjam     | 25 ans | 2012   | 28       | 28       | 1           | 2              |          |             |          |             |
| DC | 25 | Jordan Lefort        | 23 ans | 2011   | 27       | 26       | 1           | 1              |          |             |          |             |
| DC | 3  | Khaled Adenon        | 30 ans | 2015   | 36       | 36       |             |                | 1        |             | 1        | 1           |
| DG | 23 | Julien Ielsch        | 33 ans | 2015   | 22       | 12       | 1           | 1              | 1        |             | 1        |             |
| DG | 12 | Bakaye Dibassy       | 26 ans | 2016   | 37       | 37       | 5           | 1              |          |             |          |             |
| DD | 15 | Jean Calvé           | 32 ans | 2016   | 13       | 11       |             |                | 1        |             |          |             |
| DC | 29 | Matthieu Fontaine    | 29 ans | 2015   |          |          |             |                | 1        |             |          |             |
| DG | 5  | Nathan Dekoke        | 20 ans | 2016   | 1        | 0        |             |                |          |             | 1        |             |
| MC | 26 | Guy Ngosso           | 31 ans | 2016   | 10       | 9        |             |                |          |             | 1        |             |
| MC | 6  | Thomas Monconduit    | 25 ans | 2015   | 36       | 34       | 3           | 4              | 1        |             |          |             |
| MC | 8  | Guessouma Fofana     | 23 ans | 2015   | 33       | 23       | 3           | 3              | 1        |             | 1        |             |
| MC | 22 | Tanguy Ndombele      | 19 ans | 2016   | 30       | 21       | 2           | 7              | 1        |             | 1        |             |
| MD | 10 | Emmanuel Bourgaud    | 28 ans | 2015   | 30       | 22       | 3           | 3              |          |             | 1        |             |
| MC | 21 | Charly Charrier      | 30 ans | 2016   | 37       | 29       | 3           | 3              | 1        |             | 1        |             |
| MG | 20 | Richard Soumah       | 29 ans | 2015   | 35       | 30       | 3           | 2              |          |             | 1        |             |
| MD | 13 | Quentin Cornette     | 22 ans | 2016   | 3        | 1        |             |                |          |             | 1        |             |
| MD | 7  | Joachim Eickmayer    | 23 ans | 2015   | 6        | 2        | 1           |                | 1        |             | 1        |             |
| MG | 18 | Georges Gope-Fenepej | 27 ans | 2015   | 13       | 4        |             |                |          |             |          |             |
| MG | 17 | Réda Rabeï           | 21 ans | 2016   | 1        | 0        |             |                |          |             |          |             |
| MG | 14 | Harrison Manzala     | 22 ans | 2016   | 19       | 12       | 5           | 3              | 1        |             |          |             |
| AC | 9  | Yannick Mamilonne    | 24 ans | 2016   | 14       | 2        | 2           |                | 1        |             | 1        |             |
| AC | 11 | Jonathan Tinhan      | 27 ans | 2015   | 18       | 12       | 8           | 1              | 1        |             | 1        |             |
| AC | 27 | Aboubakar Kamara     | 21 ans | 2016   | 29       | 21       | 10          | 2              | 1        |             |          |             |
| AC | 11 | Junior Tallo         | 23 ans | 2017   | 11       | 7        | 1           |                |          |             |          |             |
| AC | –  | Seybou Koïta         | 22 ans | 2016   | 2        | 1        | 1           |                |          |             |          |             |

| Rôle                    | Membre               | Âge    | Depuis |
| ----------------------- | -------------------- | ------ | ------ |
| Entraineur              | Christophe Pélissier | 50 ans | 2015   |
| Entraineur adjoint      | Romain Poyet         | 35 ans | 2015   |
| Entraineur des gardiens | Olivier Lagarde      | ans    |        |
| Préparateur physique    | Simon Lucq           | ans    |        |

### Transferts

#### Mercato d'été
Le premier joueur à rejoindre le club est l'arrière gauche Bakaye Dibassy. Le 8 juin, le club annonce la signature du milieu Charly Charrier, qui s'engage pour deux ans, puis le 10 juin celles des attaquants Yannick Mamilonne et Reda Rabeï, engagés pour la même durée. Le milieu Quentin Cornette signe pour une durée de trois ans le 23 juin, suivi du milieu Guy Ngosso. Le défenseur Nathan Dekoke signe pour trois ans le 27 juillet et l'arrière droit Jean Calvé le 24 août.
| Joueur            | Poste | Club                        | Transfert          |
| ----------------- | ----- | --------------------------- | ------------------ |
| Arrivées          |       |                             |                    |
| Bakaye Dibassy    | D     | CS Sedan (N)                | Libre              |
| Nathan Dekoke     | D     | AS Saint-Étienne rés. (CFA) | Libre              |
| Jean Calvé        | D     | Oud-Heverlee Louvain (D2)   | Libre              |
| Guy Ngosso        | M     | Angers SCO (L1)             | Libre              |
| Charly Charrier   | M     | Luçon Football (N)          | Libre              |
| Quentin Cornette  | M     | Montpellier SC (L1)         | Libre              |
| Tanguy Ndombele   | M     | Amiens SC rés. (CFA 2)      | Premier contrat    |
| Reda Rabeï        | A     | ES Wasquehal (CFA)          | Libre              |
| Yannick Mamilonne | A     | AS Poissy (CFA)             | Libre              |
| Harisson Manzala  | M     | Le Havre AC (L2)            | Libre              |
| Départs           |       |                             |                    |
| Alioune Ba        | D     | US Quevilly-Rouen (N)       | Prêt               |
| Yassine Haddou    | D     | –                           | Rupture de contrat |
| Morgan Mauquit    | M     | FC dieppois (CFA)           | Prêt               |
| Laurent Héloïse   | M     | –                           | Rupture de contrat |
| William Sea       | A     | Stade brestois 29 (L2)      | Retour de prêt     |
| Samuel Betina     | A     | IC Croix (CFA)              | Libre              |
| Samir Henaini     | A     | SC Toulon (CFA)             | Libre              |

#### Mercato d'hiver
| Joueur          | Poste | Club            | Transfert             |
| --------------- | ----- | --------------- | --------------------- |
| Arrivées        |       |                 |                       |
| Junior Tallo    | A     | LOSC Lille (L1) | Prêt                  |
| Départs         |       |                 |                       |
| Jonathan Tinhan | A     | ES Troyes (L2)  | Transfert (100 000 €) |

## Résultats

### Ligue 2
| 1er journée – 4e            | Amiens SC | 1 – 1   | Stade de Reims             | | |
| Lundi 1er août 2016 20 h 30 | Weber 70e (csc) | (0 – 0) | 62e Jeanvier ( Diego)      | Stade de la Licorne, Amiens Spectateurs : 8 485 Diffuseur : Canal+ Sport Arbitrage : Sylvain Palhies | Stade de la Licorne, Amiens Spectateurs : 8 485 Diffuseur : Canal+ Sport Arbitrage : Sylvain Palhies |
| Lundi 1er août 2016 20 h 30 | Charrier 15e · Bourgaud 46e · El Hajjam 90e | Rapport | 5e Carrasso · 60e Traoré · | Stade de la Licorne, Amiens Spectateurs : 8 485 Diffuseur : Canal+ Sport Arbitrage : Sylvain Palhies | Stade de la Licorne, Amiens Spectateurs : 8 485 Diffuseur : Canal+ Sport Arbitrage : Sylvain Palhies |
| Lundi 1er août 2016 20 h 30 | Gurtner - El Hajjam, Ngosso, Lefort, Ielsch (Dekoke, 73e) - Monconduit , Fofana - Bourgaud, Charrier, Soumah (Mamilonne, 80e) - Tinhan (Kamara, 65e) | Équipes |                            | Stade de la Licorne, Amiens Spectateurs : 8 485 Diffuseur : Canal+ Sport Arbitrage : Sylvain Palhies | Stade de la Licorne, Amiens Spectateurs : 8 485 Diffuseur : Canal+ Sport Arbitrage : Sylvain Palhies |

| 2e journée – 14e           | RC Strasbourg        | 1 – 0   | Amiens SC | | |
| Samedi 6 août 2016 15 h 00 | (Gragnic ) Grimm 21e | (1 – 0) | | Stade de la Meinau, Strasbourg Spectateurs : 16 009 Diffuseur : beIN Sports 1 Arbitrage : Sébastien Desiage | Stade de la Meinau, Strasbourg Spectateurs : 16 009 Diffuseur : beIN Sports 1 Arbitrage : Sébastien Desiage |
| Samedi 6 août 2016 15 h 00 |                      | Rapport | 45+1e Kamara · | Stade de la Meinau, Strasbourg Spectateurs : 16 009 Diffuseur : beIN Sports 1 Arbitrage : Sébastien Desiage | Stade de la Meinau, Strasbourg Spectateurs : 16 009 Diffuseur : beIN Sports 1 Arbitrage : Sébastien Desiage |
| Samedi 6 août 2016 15 h 00 |                      | Équipes | Gurtner - El Hajjam, Adenon, Lefort, Dibassy - Monconduit , Ngosso - Bourgaud (Fofana, 67e), Charrier (Tinhan, 46e MT), Soumah (Cornette, 73e) - Kamara | Stade de la Meinau, Strasbourg Spectateurs : 16 009 Diffuseur : beIN Sports 1 Arbitrage : Sébastien Desiage | Stade de la Meinau, Strasbourg Spectateurs : 16 009 Diffuseur : beIN Sports 1 Arbitrage : Sébastien Desiage |

| 3e journée – 10e              | Amiens SC | 2 – 0   | Chamois niortais FC | | |
| Vendredi 12 août 2016 20 h 00 | (Soumah ) Tinhan 25e · Tinhan 63e (pen.) | (1 – 0) |                     | Stade de la Licorne, Amiens Spectateurs : 6 254 Diffuseur : beIN Sports Max 4 Arbitrage : Mehdi Mokhtari | Stade de la Licorne, Amiens Spectateurs : 6 254 Diffuseur : beIN Sports Max 4 Arbitrage : Mehdi Mokhtari |
| Vendredi 12 août 2016 20 h 00 | Soumah 40e, 80e | Rapport |                     | Stade de la Licorne, Amiens Spectateurs : 6 254 Diffuseur : beIN Sports Max 4 Arbitrage : Mehdi Mokhtari | Stade de la Licorne, Amiens Spectateurs : 6 254 Diffuseur : beIN Sports Max 4 Arbitrage : Mehdi Mokhtari |
| Vendredi 12 août 2016 20 h 00 | Gurtner - El Hajjam, Adenon, Lefort, Dibassy - Monconduit , Ngosso - Bourgaud (Cornette, 88e), Charrier (Fofana, 73e), Soumah - Tinhan (Mamilonne, 77e) | Équipes |                     | Stade de la Licorne, Amiens Spectateurs : 6 254 Diffuseur : beIN Sports Max 4 Arbitrage : Mehdi Mokhtari | Stade de la Licorne, Amiens Spectateurs : 6 254 Diffuseur : beIN Sports Max 4 Arbitrage : Mehdi Mokhtari |

| 4e journée – 6e             | RC lensois | 0 – 1   | Amiens SC | | |
| Samedi 20 août 2016 15 h 00 |            | (0 – 1) | 36e Tinhan | Stade Bollaert-Delelis, Lens Spectateurs : 29 585 Diffuseur : beIN Sports 1 Arbitrage : Yohann Rouinsard | Stade Bollaert-Delelis, Lens Spectateurs : 29 585 Diffuseur : beIN Sports 1 Arbitrage : Yohann Rouinsard |
| Samedi 20 août 2016 15 h 00 | Rapport    |         | | Stade Bollaert-Delelis, Lens Spectateurs : 29 585 Diffuseur : beIN Sports 1 Arbitrage : Yohann Rouinsard | Stade Bollaert-Delelis, Lens Spectateurs : 29 585 Diffuseur : beIN Sports 1 Arbitrage : Yohann Rouinsard |
| Samedi 20 août 2016 15 h 00 |            | Équipes | Gurtner - El Hajjam, Adenon, Lefort, Dibassy (Ielsch, 67e) - Monconduit , Ngosso - Bourgaud, Charrier, Cornette (Kamara, 63e) - Tinhan (Fofana, 77e) | Stade Bollaert-Delelis, Lens Spectateurs : 29 585 Diffuseur : beIN Sports 1 Arbitrage : Yohann Rouinsard | Stade Bollaert-Delelis, Lens Spectateurs : 29 585 Diffuseur : beIN Sports 1 Arbitrage : Yohann Rouinsard |

| 5e journée – 2e               | Nîmes Olympique                       | 2 – 3   | Amiens SC | | |
| Vendredi 26 août 2016 20 h 00 | (Savanier ) Alioui 13e · Alioui 45+2e | (2 – 1) | 19e Bourgaud · 66e Fofana ( Bourgaud) · 76e Dibassy ( Fofana)                                                                                         | Stade des Costières, Nîmes Spectateurs : 4 737 Diffuseur : beIN Sports Max 7 Arbitrage : Wilfried Bien | Stade des Costières, Nîmes Spectateurs : 4 737 Diffuseur : beIN Sports Max 7 Arbitrage : Wilfried Bien |
| Vendredi 26 août 2016 20 h 00 | Diabaté 87e                           | Rapport | | Stade des Costières, Nîmes Spectateurs : 4 737 Diffuseur : beIN Sports Max 7 Arbitrage : Wilfried Bien | Stade des Costières, Nîmes Spectateurs : 4 737 Diffuseur : beIN Sports Max 7 Arbitrage : Wilfried Bien |
| Vendredi 26 août 2016 20 h 00 |                                       | Équipes | Gurtner - El Hajjam, Adenon, Lefort, Dibassy - Monconduit , Ngosso (Fofana, 61e) - Bourgaud, Charrier, Soumah (Ielsch, 79e) - Tinhan (Mamilonne, 84e) | Stade des Costières, Nîmes Spectateurs : 4 737 Diffuseur : beIN Sports Max 7 Arbitrage : Wilfried Bien | Stade des Costières, Nîmes Spectateurs : 4 737 Diffuseur : beIN Sports Max 7 Arbitrage : Wilfried Bien |

| 6e journée – 1er                  | Amiens SC | 3 – 1   | Tours FC               | | |
| Vendredi 9 septembre 2016 20 h 00 | (Fofana ) Charrier 13e · (Soumah ) Tinhan 44e · (Bourgaud ) Kamara 90+4e                                                                            | (2 – 0) | 61e Louvion ( Bouanga) | Stade de la Licorne, Amiens Spectateurs : 7 082 Diffuseur : beIN Sports Max 5 Arbitrage : Jérôme Brisard | Stade de la Licorne, Amiens Spectateurs : 7 082 Diffuseur : beIN Sports Max 5 Arbitrage : Jérôme Brisard |
| Vendredi 9 septembre 2016 20 h 00 | | Rapport | Diarra 75e, 87e ·      | Stade de la Licorne, Amiens Spectateurs : 7 082 Diffuseur : beIN Sports Max 5 Arbitrage : Jérôme Brisard | Stade de la Licorne, Amiens Spectateurs : 7 082 Diffuseur : beIN Sports Max 5 Arbitrage : Jérôme Brisard |
| Vendredi 9 septembre 2016 20 h 00 | Gurtner - El Hajjam, Adenon, Lefort, Dibassy - Monconduit (Ndombele, 86e), Fofana (Ngosso, 64e) - Bourgaud, Charrier, Soumah - Tinhan (Kamara, 69e) | Équipes |                        | Stade de la Licorne, Amiens Spectateurs : 7 082 Diffuseur : beIN Sports Max 5 Arbitrage : Jérôme Brisard | Stade de la Licorne, Amiens Spectateurs : 7 082 Diffuseur : beIN Sports Max 5 Arbitrage : Jérôme Brisard |

| 7e journée – 2e (-1)               | Gazélec FC Ajaccio | reporté | Amiens SC |  |  |
| Vendredi 16 septembre 2016 20 h 00 |                    | (–)     |           |  |  |
| Vendredi 16 septembre 2016 20 h 00 | [Rapport]          |         |           |  |  |

| 8e journée – 3e (-1)            | Amiens SC | 0 – 0   | Valenciennes FC | | |
| Mardi 20 septembre 2016 20 h 00 | | (0 – 0) |                 | Stade de la Licorne, Amiens Spectateurs : 8 126 Diffuseur : beIN Sports Max 5 Arbitrage : Aurélien Petit | Stade de la Licorne, Amiens Spectateurs : 8 126 Diffuseur : beIN Sports Max 5 Arbitrage : Aurélien Petit |
| Mardi 20 septembre 2016 20 h 00 | Rapport |         |                 | Stade de la Licorne, Amiens Spectateurs : 8 126 Diffuseur : beIN Sports Max 5 Arbitrage : Aurélien Petit | Stade de la Licorne, Amiens Spectateurs : 8 126 Diffuseur : beIN Sports Max 5 Arbitrage : Aurélien Petit |
| Mardi 20 septembre 2016 20 h 00 | Gurtner - El Hajjam, Adenon, Lefort, Dibassy - Monconduit (Fofana, 63e), Ngosso - Bourgaud, Charrier (Ndombele, 80e), Soumah - Tinhan (Kamara, 64e) | Équipes |                 | Stade de la Licorne, Amiens Spectateurs : 8 126 Diffuseur : beIN Sports Max 5 Arbitrage : Aurélien Petit | Stade de la Licorne, Amiens Spectateurs : 8 126 Diffuseur : beIN Sports Max 5 Arbitrage : Aurélien Petit |

| 9e journée – 2e (-1)               | US Orléans         | 1 – 2   | Amiens SC | | |
| Vendredi 23 septembre 2016 20 h 00 | Lefort 90+4e (csc) | (0 – 1) | 21e Kamara · 71e (csc) Sami | Stade de la Source, Orléans Spectateurs : 3 765 Diffuseur : beIN Sports Max 7 Arbitrage : Alexandre Castro | Stade de la Source, Orléans Spectateurs : 3 765 Diffuseur : beIN Sports Max 7 Arbitrage : Alexandre Castro |
| Vendredi 23 septembre 2016 20 h 00 | Diarra 76e         | Rapport | | Stade de la Source, Orléans Spectateurs : 3 765 Diffuseur : beIN Sports Max 7 Arbitrage : Alexandre Castro | Stade de la Source, Orléans Spectateurs : 3 765 Diffuseur : beIN Sports Max 7 Arbitrage : Alexandre Castro |
| Vendredi 23 septembre 2016 20 h 00 |                    | Équipes | Gurtner - El Hajjam, Adenon, Lefort, Dibassy - Fofana, Ngosso - Bourgaud, Charrier (Monconduit, 67e), Soumah (Gope-Fenepej, 72e) - Kamara (Ielsch, 78e) | Stade de la Source, Orléans Spectateurs : 3 765 Diffuseur : beIN Sports Max 7 Arbitrage : Alexandre Castro | Stade de la Source, Orléans Spectateurs : 3 765 Diffuseur : beIN Sports Max 7 Arbitrage : Alexandre Castro |

| 7e journée – 1er                | Gazélec FC Ajaccio          | 1 – 1   | Amiens SC |                                                                                                 |                                                                                                 |
| Mardi 27 septembre 2016 18 h 30 | (Hountondji ) Tshibumbu 84e | (0 – 0) | 60e Tinhan ( Gope-Fenepej) | Stade Ange-Casanova, Ajaccio Spectateurs : 2 915 Diffuseur : Aucun Arbitrage : Yohann Rouinsard | Stade Ange-Casanova, Ajaccio Spectateurs : 2 915 Diffuseur : Aucun Arbitrage : Yohann Rouinsard |
| Mardi 27 septembre 2016 18 h 30 | Younga 27e                  | Rapport | 51e, 73e Lefort · | Stade Ange-Casanova, Ajaccio Spectateurs : 2 915 Diffuseur : Aucun Arbitrage : Yohann Rouinsard | Stade Ange-Casanova, Ajaccio Spectateurs : 2 915 Diffuseur : Aucun Arbitrage : Yohann Rouinsard |
| Mardi 27 septembre 2016 18 h 30 |                             | Équipes | Gurtner - Calvé, Adenon, Lefort, Dibassy - Monconduit , Ngosso, Fofana (Charrier, 89e) - Ndombele (Soumah, 79e), Tinhan, Gope-Fenepej (Ielsch, 82e) | Stade Ange-Casanova, Ajaccio Spectateurs : 2 915 Diffuseur : Aucun Arbitrage : Yohann Rouinsard | Stade Ange-Casanova, Ajaccio Spectateurs : 2 915 Diffuseur : Aucun Arbitrage : Yohann Rouinsard |

| 10e journée – 3e                   | Amiens SC | 0 – 1   | ES Troyes               | | |
| Vendredi 30 septembre 2016 20 h 00 | | (0 – 0) | 47e Giraudon ( Darbion) | Stade de la Licorne, Amiens Spectateurs : 7 716 Diffuseur : beIN Sports Max 5 Arbitrage : Florent Batta | Stade de la Licorne, Amiens Spectateurs : 7 716 Diffuseur : beIN Sports Max 5 Arbitrage : Florent Batta |
| Vendredi 30 septembre 2016 20 h 00 | Rapport |         |                         | Stade de la Licorne, Amiens Spectateurs : 7 716 Diffuseur : beIN Sports Max 5 Arbitrage : Florent Batta | Stade de la Licorne, Amiens Spectateurs : 7 716 Diffuseur : beIN Sports Max 5 Arbitrage : Florent Batta |
| Vendredi 30 septembre 2016 20 h 00 | Gurtner - El Hajjam, Ngosso (Ielsch, 32e), Adenon, Dibassy - Monconduit , Fofana - Bourgaud, Charrier (Tinhan, 73e), Soumah (Gope-Fenepej, 65e) - Kamara | Équipes |                         | Stade de la Licorne, Amiens Spectateurs : 7 716 Diffuseur : beIN Sports Max 5 Arbitrage : Florent Batta | Stade de la Licorne, Amiens Spectateurs : 7 716 Diffuseur : beIN Sports Max 5 Arbitrage : Florent Batta |

| 11e journée – 2e                 | Football Bourg-en-Bresse Péronnas | 2 – 4   | Amiens SC | | |
| Vendredi 14 octobre 2016 20 h 00 | Boussaha 17e · Del Castillo 73e   | (1 – 1) | 12e Dibassy · 68e Tinhan ( El Hajjam) · 78e Lefort · 86e Tinhan ( Fofana)                                                                           | Stade Marcel-Verchère, Bourg-en-Bresse Spectateurs : 1 927 Diffuseur : beIN Sports Max 6 Arbitrage : Romain Delpech | Stade Marcel-Verchère, Bourg-en-Bresse Spectateurs : 1 927 Diffuseur : beIN Sports Max 6 Arbitrage : Romain Delpech |
| Vendredi 14 octobre 2016 20 h 00 | Rapport                           |         | | Stade Marcel-Verchère, Bourg-en-Bresse Spectateurs : 1 927 Diffuseur : beIN Sports Max 6 Arbitrage : Romain Delpech | Stade Marcel-Verchère, Bourg-en-Bresse Spectateurs : 1 927 Diffuseur : beIN Sports Max 6 Arbitrage : Romain Delpech |
| Vendredi 14 octobre 2016 20 h 00 |                                   | Équipes | Gurtner - El Hajjam, Calvé, Lefort, Dibassy - Monconduit , Fofana - Bourgaud, Charrier (Ndombele, 85e), Soumah (Ielsch, 81e) - Kamara (Tinhan, 64e) | Stade Marcel-Verchère, Bourg-en-Bresse Spectateurs : 1 927 Diffuseur : beIN Sports Max 6 Arbitrage : Romain Delpech | Stade Marcel-Verchère, Bourg-en-Bresse Spectateurs : 1 927 Diffuseur : beIN Sports Max 6 Arbitrage : Romain Delpech |

| 12e journée – 2e              | Amiens SC | 0 – 0   | Red Star FC | | |
| Lundi 24 octobre 2016 20 h 30 | | (0 – 0) |             | Stade de la Licorne, Amiens Spectateurs : 9 050 Diffuseur : Canal+ Sport Arbitrage : Sylvain Palhies | Stade de la Licorne, Amiens Spectateurs : 9 050 Diffuseur : Canal+ Sport Arbitrage : Sylvain Palhies |
| Lundi 24 octobre 2016 20 h 30 | Rapport |         |             | Stade de la Licorne, Amiens Spectateurs : 9 050 Diffuseur : Canal+ Sport Arbitrage : Sylvain Palhies | Stade de la Licorne, Amiens Spectateurs : 9 050 Diffuseur : Canal+ Sport Arbitrage : Sylvain Palhies |
| Lundi 24 octobre 2016 20 h 30 | Gurtner - El Hajjam, Adenon, Lefort, Dibassy - Monconduit , Fofana - Bourgaud (Kamara, 84e), Charrier (Ndombele, 73e), Gope-Fenepej (Soumah, 63e) - Tinhan | Équipes |             | Stade de la Licorne, Amiens Spectateurs : 9 050 Diffuseur : Canal+ Sport Arbitrage : Sylvain Palhies | Stade de la Licorne, Amiens Spectateurs : 9 050 Diffuseur : Canal+ Sport Arbitrage : Sylvain Palhies |

| 13e journée – 3e               | Clermont Foot         | 1 – 0   | Amiens SC | | |
| Samedi 29 octobre 2016 15 h 00 | (Thiam ) Dugimont 68e | (0 – 0) | | Stade Gabriel-Montpied, Clermont-Ferrand Spectateurs : 2 806 Diffuseur : Aucun Arbitrage : Wilfried Bien | Stade Gabriel-Montpied, Clermont-Ferrand Spectateurs : 2 806 Diffuseur : Aucun Arbitrage : Wilfried Bien |
| Samedi 29 octobre 2016 15 h 00 | Rapport               |         | | Stade Gabriel-Montpied, Clermont-Ferrand Spectateurs : 2 806 Diffuseur : Aucun Arbitrage : Wilfried Bien | Stade Gabriel-Montpied, Clermont-Ferrand Spectateurs : 2 806 Diffuseur : Aucun Arbitrage : Wilfried Bien |
| Samedi 29 octobre 2016 15 h 00 |                       | Équipes | Gurtner - El Hajjam, Adenon, Lefort, Dibassy - Monconduit , Ndombele - Bourgaud (Eickmayer, 82e), Soumah, Gope-Fenepej (Rabeï, 73e) - Tinhan (Kamara, 65e) | Stade Gabriel-Montpied, Clermont-Ferrand Spectateurs : 2 806 Diffuseur : Aucun Arbitrage : Wilfried Bien | Stade Gabriel-Montpied, Clermont-Ferrand Spectateurs : 2 806 Diffuseur : Aucun Arbitrage : Wilfried Bien |

| 14e journée – 5e                 | Amiens SC | 0 – 0   | AJ auxerroise | | |
| Vendredi 4 novembre 2016 20 h 00 | | (0 – 0) |               | Stade de la Licorne, Amiens Spectateurs : 7 423 Diffuseur : beIN Sports Max 4 Arbitrage : Eric Wattellier | Stade de la Licorne, Amiens Spectateurs : 7 423 Diffuseur : beIN Sports Max 4 Arbitrage : Eric Wattellier |
| Vendredi 4 novembre 2016 20 h 00 | Rapport |         |               | Stade de la Licorne, Amiens Spectateurs : 7 423 Diffuseur : beIN Sports Max 4 Arbitrage : Eric Wattellier | Stade de la Licorne, Amiens Spectateurs : 7 423 Diffuseur : beIN Sports Max 4 Arbitrage : Eric Wattellier |
| Vendredi 4 novembre 2016 20 h 00 | Gurtner - El Hajjam, Adenon, Lefort, Dibassy - Monconduit , Fofana (Ndombele, 88e) - Eickmayer (Gope-Fenepej, 71e), Charrier, Soumah - Tinhan (Kamara, 60e) | Équipes |               | Stade de la Licorne, Amiens Spectateurs : 7 423 Diffuseur : beIN Sports Max 4 Arbitrage : Eric Wattellier | Stade de la Licorne, Amiens Spectateurs : 7 423 Diffuseur : beIN Sports Max 4 Arbitrage : Eric Wattellier |

| 15e journée – 5e                | Le Havre AC | 0 – 0   | Amiens SC |                                                                                                  |                                                                                                  |
| Samedi 19 novembre 2016 15 h 00 |             | (0 – 0) | | Stade Océane, Le Havre Spectateurs : 10 043 Diffuseur : beIN Sports 2 Arbitrage : Jérôme Brisard | Stade Océane, Le Havre Spectateurs : 10 043 Diffuseur : beIN Sports 2 Arbitrage : Jérôme Brisard |
| Samedi 19 novembre 2016 15 h 00 | Rapport     |         | | Stade Océane, Le Havre Spectateurs : 10 043 Diffuseur : beIN Sports 2 Arbitrage : Jérôme Brisard | Stade Océane, Le Havre Spectateurs : 10 043 Diffuseur : beIN Sports 2 Arbitrage : Jérôme Brisard |
| Samedi 19 novembre 2016 15 h 00 |             | Équipes | Gurtner - El Hajjam, Adenon, Lefort, Dibassy - Ndombele, Fofana - Bourgaud (Manzala, 66e), Charrier (Tinhan, 82e), Soumah - Kamara | Stade Océane, Le Havre Spectateurs : 10 043 Diffuseur : beIN Sports 2 Arbitrage : Jérôme Brisard | Stade Océane, Le Havre Spectateurs : 10 043 Diffuseur : beIN Sports 2 Arbitrage : Jérôme Brisard |

| 16e journée – 3e                | Amiens SC | 3 – 0   | Stade brestois | | |
| Samedi 26 novembre 2016 15 h 10 | Kamara 32e · (Kamara ) Soumah 72e · (Charrier ) Kamara 78e                                                                                             | (1 – 0) |                | Stade de la Licorne, Amiens Spectateurs : 6 991 Diffuseur : Canal+ Sport Arbitrage : Stéphane Jochem | Stade de la Licorne, Amiens Spectateurs : 6 991 Diffuseur : Canal+ Sport Arbitrage : Stéphane Jochem |
| Samedi 26 novembre 2016 15 h 10 | Rapport |         |                | Stade de la Licorne, Amiens Spectateurs : 6 991 Diffuseur : Canal+ Sport Arbitrage : Stéphane Jochem | Stade de la Licorne, Amiens Spectateurs : 6 991 Diffuseur : Canal+ Sport Arbitrage : Stéphane Jochem |
| Samedi 26 novembre 2016 15 h 10 | Gurtner - El Hajjam, Adenon, Lefort, Dibassy - Bourgaud (Ndombele, 80e), Monconduit , Fofana, Soumah - Tinhan (Charrier, 59e), Kamara (Mamilonne, 81e) | Équipes |                | Stade de la Licorne, Amiens Spectateurs : 6 991 Diffuseur : Canal+ Sport Arbitrage : Stéphane Jochem | Stade de la Licorne, Amiens Spectateurs : 6 991 Diffuseur : Canal+ Sport Arbitrage : Stéphane Jochem |

| 17e journée – 5e               | AC ajaccien        | 1 – 1   | Amiens SC | | |
| Mardi 29 novembre 2016 21 h 00 | (Fall ) Maazou 89e | (0 – 0) | 63e Eickmayer ( Tinhan) | Stade François-Coty, Ajaccio Spectateurs : 2 527 Diffuseur : beIN Sports 3 Arbitrage : Alexandre Castro | Stade François-Coty, Ajaccio Spectateurs : 2 527 Diffuseur : beIN Sports 3 Arbitrage : Alexandre Castro |
| Mardi 29 novembre 2016 21 h 00 | Rapport            |         | | Stade François-Coty, Ajaccio Spectateurs : 2 527 Diffuseur : beIN Sports 3 Arbitrage : Alexandre Castro | Stade François-Coty, Ajaccio Spectateurs : 2 527 Diffuseur : beIN Sports 3 Arbitrage : Alexandre Castro |
| Mardi 29 novembre 2016 21 h 00 |                    | Équipes | Gurtner - El Hajjam, Adenon, Lefort, Dibassy - Ndombele, Monconduit (Eickmayer, 46e MT) - Bourgaud (Ielsch, 79e), Charrier (Tinhan, 55e), Soumah - Kamara | Stade François-Coty, Ajaccio Spectateurs : 2 527 Diffuseur : beIN Sports 3 Arbitrage : Alexandre Castro | Stade François-Coty, Ajaccio Spectateurs : 2 527 Diffuseur : beIN Sports 3 Arbitrage : Alexandre Castro |

| 18e journée – 7e                 | Amiens SC | 0 – 1   | FC Sochaux-Montbéliard    | | |
| Vendredi 9 décembre 2016 20 h 00 | | (0 – 1) | 26e Andriatsima ( Thuram) | Stade de la Licorne, Amiens Spectateurs : 7 281 Diffuseur : beIN Sports Max 4 Arbitrage : Florent Batta | Stade de la Licorne, Amiens Spectateurs : 7 281 Diffuseur : beIN Sports Max 4 Arbitrage : Florent Batta |
| Vendredi 9 décembre 2016 20 h 00 | Rapport |         |                           | Stade de la Licorne, Amiens Spectateurs : 7 281 Diffuseur : beIN Sports Max 4 Arbitrage : Florent Batta | Stade de la Licorne, Amiens Spectateurs : 7 281 Diffuseur : beIN Sports Max 4 Arbitrage : Florent Batta |
| Vendredi 9 décembre 2016 20 h 00 | Gurtner - El Hajjam, Adenon, Lefort, Dibassy - Eickmayer (Charrier, 56e), Ndombele (Gope-Fenepej, 78e), Monconduit , Soumah - Tinhan, Kamara | Équipes |                           | Stade de la Licorne, Amiens Spectateurs : 7 281 Diffuseur : beIN Sports Max 4 Arbitrage : Florent Batta | Stade de la Licorne, Amiens Spectateurs : 7 281 Diffuseur : beIN Sports Max 4 Arbitrage : Florent Batta |

| 19e journée – 7e                  | Stade lavallois FC                        | 2 – 2   | Amiens SC | | |
| Vendredi 16 décembre 2016 20 h 00 | Saint-Louis 66e · (Coutadeur ) NDiaye 79e | (0 – 1) | 24e El Hajjam ( Charrier) · 81e Tinhan ( Lefort) | Stade Francis-Le-Basser, Laval Spectateurs : 4 106 Diffuseur : beIN Sports Max 8 Arbitrage : Aurélien Petit | Stade Francis-Le-Basser, Laval Spectateurs : 4 106 Diffuseur : beIN Sports Max 8 Arbitrage : Aurélien Petit |
| Vendredi 16 décembre 2016 20 h 00 | Alla 42e, 90e                             | Rapport | | Stade Francis-Le-Basser, Laval Spectateurs : 4 106 Diffuseur : beIN Sports Max 8 Arbitrage : Aurélien Petit | Stade Francis-Le-Basser, Laval Spectateurs : 4 106 Diffuseur : beIN Sports Max 8 Arbitrage : Aurélien Petit |
| Vendredi 16 décembre 2016 20 h 00 |                                           | Équipes | Gurtner - El Hajjam, Adenon, Lefort, Dibassy - Monconduit , Ndombele - Bourgaud (Calvé, 90e+3), Charrier (Eickmayer, 87e), Soumah - Kamara (Tinhan, 72e) | Stade Francis-Le-Basser, Laval Spectateurs : 4 106 Diffuseur : beIN Sports Max 8 Arbitrage : Aurélien Petit | Stade Francis-Le-Basser, Laval Spectateurs : 4 106 Diffuseur : beIN Sports Max 8 Arbitrage : Aurélien Petit |

| 20e journée – 4e               | Amiens SC | 4 – 3   | RC Strasbourg                                          | | |
| Samedi 14 janvier 2017 15 h 00 | (Gope-Fenepej ) Charrier 13e · Kamara 27e (pen.) · (Kamara ) Dibassy 38e · Monconduit 88e                                                                      | (3 – 3) | 21e Seka ( NDour) · 32e Guillaume · 36e (pen.) Bahoken | Stade de la Licorne, Amiens Spectateurs : 6 844 Diffuseur : beIN Sports 1 Arbitrage : Tony Chapron | Stade de la Licorne, Amiens Spectateurs : 6 844 Diffuseur : beIN Sports 1 Arbitrage : Tony Chapron |
| Samedi 14 janvier 2017 15 h 00 | Rapport |         |                                                        | Stade de la Licorne, Amiens Spectateurs : 6 844 Diffuseur : beIN Sports 1 Arbitrage : Tony Chapron | Stade de la Licorne, Amiens Spectateurs : 6 844 Diffuseur : beIN Sports 1 Arbitrage : Tony Chapron |
| Samedi 14 janvier 2017 15 h 00 | Gurtner - Calvé, Adenon, Lefort, Dibassy - Monconduit , Fofana (Eickmayer, 90e) - Ndombele, Charrier (Manzala, 78e), Gope-Fenepej - Kamara (Mamilonne, 46e MT) | Équipes |                                                        | Stade de la Licorne, Amiens Spectateurs : 6 844 Diffuseur : beIN Sports 1 Arbitrage : Tony Chapron | Stade de la Licorne, Amiens Spectateurs : 6 844 Diffuseur : beIN Sports 1 Arbitrage : Tony Chapron |

| 21e journée – 5e                 | Chamois niortais FC             | 2 – 1   | Amiens SC | | |
| Vendredi 20 janvier 2017 20 h 00 | Roye 12e (pen.) · Dona NDoh 40e | (2 – 0) | 66e (pen.) Kamara | Stade René-Gaillard, Niort Spectateurs : 2 978 Diffuseur : beIN Sports Max Arbitrage : Yohann Rouinsard | Stade René-Gaillard, Niort Spectateurs : 2 978 Diffuseur : beIN Sports Max Arbitrage : Yohann Rouinsard |
| Vendredi 20 janvier 2017 20 h 00 |                                 | Rapport | 8e Fofana · | Stade René-Gaillard, Niort Spectateurs : 2 978 Diffuseur : beIN Sports Max Arbitrage : Yohann Rouinsard | Stade René-Gaillard, Niort Spectateurs : 2 978 Diffuseur : beIN Sports Max Arbitrage : Yohann Rouinsard |
| Vendredi 20 janvier 2017 20 h 00 |                                 | Équipes | Gurtner - El Hajjam (Mamilonne, 83e), Adenon, Lefort, Dibassy - Monconduit , Fofana - Ndombele, Charrier (Manzala, 67e), Soumah (Bourgaud, 67e) - Kamara | Stade René-Gaillard, Niort Spectateurs : 2 978 Diffuseur : beIN Sports Max Arbitrage : Yohann Rouinsard | Stade René-Gaillard, Niort Spectateurs : 2 978 Diffuseur : beIN Sports Max Arbitrage : Yohann Rouinsard |

| 22e journée – 3e               | Amiens SC | 2 – 1   | RC lensois       | | |
| Samedi 28 janvier 2017 15 h 00 | (Manzala ) Mamilonne 90e · (Ndombele ) Kamara 90+2e | (0 – 1) | 19e (pen.) Lopez | Stade de la Licorne, Amiens Spectateurs : 11 927 Diffuseur : beIN Sports 1 Arbitrage : Stéphane Jochem | Stade de la Licorne, Amiens Spectateurs : 11 927 Diffuseur : beIN Sports 1 Arbitrage : Stéphane Jochem |
| Samedi 28 janvier 2017 15 h 00 | Rapport |         |                  | Stade de la Licorne, Amiens Spectateurs : 11 927 Diffuseur : beIN Sports 1 Arbitrage : Stéphane Jochem | Stade de la Licorne, Amiens Spectateurs : 11 927 Diffuseur : beIN Sports 1 Arbitrage : Stéphane Jochem |
| Samedi 28 janvier 2017 15 h 00 | Gurtner - El Hajjam, Adenon, Dibassy, Ielsch - Monconduit , Fofana (Ndombele, 79e) - Bourgaud (Manzala, 63e), Charrier (Mamilonne, 78e), Soumah - Kamara | Équipes |                  | Stade de la Licorne, Amiens Spectateurs : 11 927 Diffuseur : beIN Sports 1 Arbitrage : Stéphane Jochem | Stade de la Licorne, Amiens Spectateurs : 11 927 Diffuseur : beIN Sports 1 Arbitrage : Stéphane Jochem |

| 23e journée – 6e                | Amiens SC | 1 – 2   | Nîmes Olympique                  | | |
| Vendredi 3 février 2017 20 h 00 | Soumah 29e | (1 – 1) | 20e Alioui · 50e (pen.) Savanier | Stade de la Licorne, Amiens Spectateurs : 6 762 Diffuseur : beIN Sports Max 7 Arbitrage : Aurélien Petit | Stade de la Licorne, Amiens Spectateurs : 6 762 Diffuseur : beIN Sports Max 7 Arbitrage : Aurélien Petit |
| Vendredi 3 février 2017 20 h 00 | Rapport |         |                                  | Stade de la Licorne, Amiens Spectateurs : 6 762 Diffuseur : beIN Sports Max 7 Arbitrage : Aurélien Petit | Stade de la Licorne, Amiens Spectateurs : 6 762 Diffuseur : beIN Sports Max 7 Arbitrage : Aurélien Petit |
| Vendredi 3 février 2017 20 h 00 | Gurtner - El Hajjam (Mamilonne, 74e), Adenon, Lefort, Dibassy - Monconduit , Fofana (Charrier, 63e) - Bourgaud (Tallo, 63e), Ndombele, Soumah - Kamara | Équipes |                                  | Stade de la Licorne, Amiens Spectateurs : 6 762 Diffuseur : beIN Sports Max 7 Arbitrage : Aurélien Petit | Stade de la Licorne, Amiens Spectateurs : 6 762 Diffuseur : beIN Sports Max 7 Arbitrage : Aurélien Petit |

| 24e journée – 4e             | Tours FC   | 0 – 3   | Amiens SC | | |
| Mardi 7 février 2017 21 h 00 |            | (0 – 1) | 41e Manzala ( Charrier) · 80e Fofana ( Ndombele) · 89e Mamilonne ( Monconduit)                                                                    | Stade de la Vallée du Cher, Tours Spectateurs : 3 905 Diffuseur : beIN Sports 2 Arbitrage : Alexandre Castro | Stade de la Vallée du Cher, Tours Spectateurs : 3 905 Diffuseur : beIN Sports 2 Arbitrage : Alexandre Castro |
| Mardi 7 février 2017 21 h 00 | Gradit 70e | Rapport | | Stade de la Vallée du Cher, Tours Spectateurs : 3 905 Diffuseur : beIN Sports 2 Arbitrage : Alexandre Castro | Stade de la Vallée du Cher, Tours Spectateurs : 3 905 Diffuseur : beIN Sports 2 Arbitrage : Alexandre Castro |
| Mardi 7 février 2017 21 h 00 |            | Équipes | Gurtner - Calvé, Adenon, Lefort, Dibassy - Monconduit , Ndombele - Manzala, Charrier (Fofana, 72e), Soumah (Ielsch, 83e) - Tallo (Mamilonne, 76e) | Stade de la Vallée du Cher, Tours Spectateurs : 3 905 Diffuseur : beIN Sports 2 Arbitrage : Alexandre Castro | Stade de la Vallée du Cher, Tours Spectateurs : 3 905 Diffuseur : beIN Sports 2 Arbitrage : Alexandre Castro |

| 25e journée – 2e                 | Amiens SC | 4 – 0   | Gazélec FC Ajaccio | | |
| Vendredi 10 février 2017 20 h 00 | Dibassy 57e · (Dibassy ) Manzala 80e · Kamara 82e · (Manzala ) Fofana 90e                                                                         | (0 – 0) |                    | Stade de la Licorne, Amiens Spectateurs : 6 662 Diffuseur : beIN Sports Max 5 Arbitrage : Sylvain Palhies | Stade de la Licorne, Amiens Spectateurs : 6 662 Diffuseur : beIN Sports Max 5 Arbitrage : Sylvain Palhies |
| Vendredi 10 février 2017 20 h 00 | Rapport |         |                    | Stade de la Licorne, Amiens Spectateurs : 6 662 Diffuseur : beIN Sports Max 5 Arbitrage : Sylvain Palhies | Stade de la Licorne, Amiens Spectateurs : 6 662 Diffuseur : beIN Sports Max 5 Arbitrage : Sylvain Palhies |
| Vendredi 10 février 2017 20 h 00 | Gurtner - Calvé, Adenon, Lefort, Dibassy - Monconduit , Fofana - Ndombele (Tallo, 78e), Charrier, Soumah (Manzala, 73e) - Mamilonne (Kamara, 64e) | Équipes |                    | Stade de la Licorne, Amiens Spectateurs : 6 662 Diffuseur : beIN Sports Max 5 Arbitrage : Sylvain Palhies | Stade de la Licorne, Amiens Spectateurs : 6 662 Diffuseur : beIN Sports Max 5 Arbitrage : Sylvain Palhies |

| 26e journée – 3e                 | Valenciennes FC     | 1 – 1   | Amiens SC | | |
| Vendredi 17 février 2017 20 h 00 | (Fulgini ) Ciss 13e | (1 – 0) | 48e Ielsch ( Ndombele) | Stade du Hainaut, Valenciennes Spectateurs : 7 743 Diffuseur : beIN Sports Max 10 Arbitrage : Stéphanie Frappart | Stade du Hainaut, Valenciennes Spectateurs : 7 743 Diffuseur : beIN Sports Max 10 Arbitrage : Stéphanie Frappart |
| Vendredi 17 février 2017 20 h 00 | Rapport             |         | | Stade du Hainaut, Valenciennes Spectateurs : 7 743 Diffuseur : beIN Sports Max 10 Arbitrage : Stéphanie Frappart | Stade du Hainaut, Valenciennes Spectateurs : 7 743 Diffuseur : beIN Sports Max 10 Arbitrage : Stéphanie Frappart |
| Vendredi 17 février 2017 20 h 00 |                     | Équipes | Gurtner - Calvé, Adenon, Lefort, Dibassy (Ielsch, 38e) - Ndombele, Fofana - Manzala, Charrier (Monconduit, 46e MT), Soumah (Bourgaud, 80e) - Tallo | Stade du Hainaut, Valenciennes Spectateurs : 7 743 Diffuseur : beIN Sports Max 10 Arbitrage : Stéphanie Frappart | Stade du Hainaut, Valenciennes Spectateurs : 7 743 Diffuseur : beIN Sports Max 10 Arbitrage : Stéphanie Frappart |

| 27e journée – 5e                 | Amiens SC | 0 – 2   | US Orléans                           | | |
| Vendredi 24 février 2017 20 h 00 | | (0 – 2) | 30e Barreto · 90+3e Barreto ( Nabab) | Stade de la Licorne, Amiens Spectateurs : 7 274 Diffuseur : beIN Sports Max 10 Arbitrage : Jérémy Stinat | Stade de la Licorne, Amiens Spectateurs : 7 274 Diffuseur : beIN Sports Max 10 Arbitrage : Jérémy Stinat |
| Vendredi 24 février 2017 20 h 00 | Rapport |         |                                      | Stade de la Licorne, Amiens Spectateurs : 7 274 Diffuseur : beIN Sports Max 10 Arbitrage : Jérémy Stinat | Stade de la Licorne, Amiens Spectateurs : 7 274 Diffuseur : beIN Sports Max 10 Arbitrage : Jérémy Stinat |
| Vendredi 24 février 2017 20 h 00 | Gurtner - Calvé, Adenon, Lefort, Dibassy - Ndombele, Fofana - Manzala (Gope-Fenepej, 69e), Bourgaud (Charrier, 73e), Soumah - Tallo (Mamilonne, 24e) | Équipes |                                      | Stade de la Licorne, Amiens Spectateurs : 7 274 Diffuseur : beIN Sports Max 10 Arbitrage : Jérémy Stinat | Stade de la Licorne, Amiens Spectateurs : 7 274 Diffuseur : beIN Sports Max 10 Arbitrage : Jérémy Stinat |

| 28e journée – 7e           | ES Troyes                                                                                 | 4 – 0   | Amiens SC |                                                                                                   |                                                                                                   |
| Samedi 4 mars 2017 15 h 00 | (Niane ) Grandsir 24e · (Grandsir ) Nivet 44e · (Darbion ) Niane 57e · (Nivet ) Niane 61e | (2 – 0) | | Stade de l'Aube, Troyes Spectateurs : 6 383 Diffuseur : beIN Sports 1 Arbitrage : Stéphane Jochem | Stade de l'Aube, Troyes Spectateurs : 6 383 Diffuseur : beIN Sports 1 Arbitrage : Stéphane Jochem |
| Samedi 4 mars 2017 15 h 00 | Rapport                                                                                   |         | | Stade de l'Aube, Troyes Spectateurs : 6 383 Diffuseur : beIN Sports 1 Arbitrage : Stéphane Jochem | Stade de l'Aube, Troyes Spectateurs : 6 383 Diffuseur : beIN Sports 1 Arbitrage : Stéphane Jochem |
| Samedi 4 mars 2017 15 h 00 |                                                                                           | Équipes | Gurtner - Calvé, Adenon, Lefort, Dibassy - Monconduit , Ndombele - Bourgaud (Manzala, 58e), Charrier (Ielsch, 63e), Soumah (Gope-Fenepej, 72e) - Mamilonne | Stade de l'Aube, Troyes Spectateurs : 6 383 Diffuseur : beIN Sports 1 Arbitrage : Stéphane Jochem | Stade de l'Aube, Troyes Spectateurs : 6 383 Diffuseur : beIN Sports 1 Arbitrage : Stéphane Jochem |

| 29e journée – 6e              | Amiens SC | 2 – 1   | Football Bourg-en-Bresse Péronnas | | |
| Vendredi 10 mars 2017 20 h 00 | Soumah 9e (Ndombele ) · Manzala 65e (Ndombele ) | (1 – 1) | 31e (pen.) Bègue                  | Stade de la Licorne, Amiens Spectateurs : 6 550 Diffuseur : beIN Sports Max 4 Arbitrage : Thomas Léonard | Stade de la Licorne, Amiens Spectateurs : 6 550 Diffuseur : beIN Sports Max 4 Arbitrage : Thomas Léonard |
| Vendredi 10 mars 2017 20 h 00 | Rapport |         |                                   | Stade de la Licorne, Amiens Spectateurs : 6 550 Diffuseur : beIN Sports Max 4 Arbitrage : Thomas Léonard | Stade de la Licorne, Amiens Spectateurs : 6 550 Diffuseur : beIN Sports Max 4 Arbitrage : Thomas Léonard |
| Vendredi 10 mars 2017 20 h 00 | Gurtner - Calvé, Adenon, Dibassy, Ielsch - Monconduit , Fofana (Charrier, 63e) - Manzala, Ndombele, Soumah (Bourgaud, 84e) - Tallo (Mamilonne, 75e) | Équipes |                                   | Stade de la Licorne, Amiens Spectateurs : 6 550 Diffuseur : beIN Sports Max 4 Arbitrage : Thomas Léonard | Stade de la Licorne, Amiens Spectateurs : 6 550 Diffuseur : beIN Sports Max 4 Arbitrage : Thomas Léonard |

| 30e journée – 5e              | Red Star FC | 0 – 1   | Amiens SC | | |
| Vendredi 17 mars 2017 20 h 00 |             | (0 – 0) | 71e Charrier | Stade Jean-Bouin, Paris Spectateurs : 4 093 Diffuseur : beIN Sports Max 4 Arbitrage : Hakim Ben El Hadj | Stade Jean-Bouin, Paris Spectateurs : 4 093 Diffuseur : beIN Sports Max 4 Arbitrage : Hakim Ben El Hadj |
| Vendredi 17 mars 2017 20 h 00 | Rapport     |         | | Stade Jean-Bouin, Paris Spectateurs : 4 093 Diffuseur : beIN Sports Max 4 Arbitrage : Hakim Ben El Hadj | Stade Jean-Bouin, Paris Spectateurs : 4 093 Diffuseur : beIN Sports Max 4 Arbitrage : Hakim Ben El Hadj |
| Vendredi 17 mars 2017 20 h 00 |             | Équipes | Gurtner - El Hajjam, Adenon, Dibassy, Ielsch - Ndombele, Monconduit , Fofana (Charrier, 63e), Manzala (Lefort, 89e) - Tallo (Mamilonne, 86e), Kamara | Stade Jean-Bouin, Paris Spectateurs : 4 093 Diffuseur : beIN Sports Max 4 Arbitrage : Hakim Ben El Hadj | Stade Jean-Bouin, Paris Spectateurs : 4 093 Diffuseur : beIN Sports Max 4 Arbitrage : Hakim Ben El Hadj |

| 31e journée – 7e              | Amiens SC | 0 – 1   | Clermont Foot             | | |
| Vendredi 31 mars 2017 20 h 00 | | (0 – 0) | 75e Thiam ( Pereira Lage) | Stade de la Licorne, Amiens Spectateurs : 7 471 Diffuseur : beIN Sports Max 5 Arbitrage : Alexandre Castro | Stade de la Licorne, Amiens Spectateurs : 7 471 Diffuseur : beIN Sports Max 5 Arbitrage : Alexandre Castro |
| Vendredi 31 mars 2017 20 h 00 | Ndombele 48e | Rapport |                           | Stade de la Licorne, Amiens Spectateurs : 7 471 Diffuseur : beIN Sports Max 5 Arbitrage : Alexandre Castro | Stade de la Licorne, Amiens Spectateurs : 7 471 Diffuseur : beIN Sports Max 5 Arbitrage : Alexandre Castro |
| Vendredi 31 mars 2017 20 h 00 | Gurtner - El Hajjam, Adenon, Dibassy, Ielsch - Monconduit , Ndombele - Tallo (Bourgaud, 80e), Charrier (Fofana, 69e), Manzala (Soumah, 66e) - Kamara | Équipes |                           | Stade de la Licorne, Amiens Spectateurs : 7 471 Diffuseur : beIN Sports Max 5 Arbitrage : Alexandre Castro | Stade de la Licorne, Amiens Spectateurs : 7 471 Diffuseur : beIN Sports Max 5 Arbitrage : Alexandre Castro |

| 32e journée – 7e              | AJ auxerroise | 1 – 0   | Amiens SC | | |
| Vendredi 7 avril 2017 20 h 00 | Yattara 42e   | (1 – 0) | | Stade de l'Abbé-Deschamps, Auxerre Spectateurs : 8 992 Diffuseur : beIN Sports Max 7 Arbitrage : Eric Wattellier | Stade de l'Abbé-Deschamps, Auxerre Spectateurs : 8 992 Diffuseur : beIN Sports Max 7 Arbitrage : Eric Wattellier |
| Vendredi 7 avril 2017 20 h 00 |               | Rapport | 28e El Hajjam · | Stade de l'Abbé-Deschamps, Auxerre Spectateurs : 8 992 Diffuseur : beIN Sports Max 7 Arbitrage : Eric Wattellier | Stade de l'Abbé-Deschamps, Auxerre Spectateurs : 8 992 Diffuseur : beIN Sports Max 7 Arbitrage : Eric Wattellier |
| Vendredi 7 avril 2017 20 h 00 |               | Équipes | Gurtner - El Hajjam, Adenon, Dibassy, Ielsch - Monconduit , Fofana - Manzala (Gope-Fenepej, 84e), Charrier (Bourgaud, 75e), Soumah (Calvé, 38e) - Kamara | Stade de l'Abbé-Deschamps, Auxerre Spectateurs : 8 992 Diffuseur : beIN Sports Max 7 Arbitrage : Eric Wattellier | Stade de l'Abbé-Deschamps, Auxerre Spectateurs : 8 992 Diffuseur : beIN Sports Max 7 Arbitrage : Eric Wattellier |

| 33e journée – 6e               | Amiens SC | 2 – 0   | Le Havre AC | | |
| Vendredi 14 avril 2017 20 h 00 | (Bourgaud ) Monconduit 5e · (Monconduit ) Manzala 55e                                                                                            | (1 – 0) |             | Stade de la Licorne, Amiens Spectateurs : 7 711 Diffuseur : beIN Sports Max 5 Arbitrage : Willy Delajod | Stade de la Licorne, Amiens Spectateurs : 7 711 Diffuseur : beIN Sports Max 5 Arbitrage : Willy Delajod |
| Vendredi 14 avril 2017 20 h 00 | Rapport |         |             | Stade de la Licorne, Amiens Spectateurs : 7 711 Diffuseur : beIN Sports Max 5 Arbitrage : Willy Delajod | Stade de la Licorne, Amiens Spectateurs : 7 711 Diffuseur : beIN Sports Max 5 Arbitrage : Willy Delajod |
| Vendredi 14 avril 2017 20 h 00 | Gurtner - Calvé, Adenon, Dibassy, Ielsch - Monconduit , Fofana - Bourgaud (Tallo, 81e), Charrier (Ndombele, 86e), Manzala (Soumah, 71e) - Kamara | Équipes |             | Stade de la Licorne, Amiens Spectateurs : 7 711 Diffuseur : beIN Sports Max 5 Arbitrage : Willy Delajod | Stade de la Licorne, Amiens Spectateurs : 7 711 Diffuseur : beIN Sports Max 5 Arbitrage : Willy Delajod |

| 34e journée – 5e             | Stade brestois               | 2 – 3   | Amiens SC | | |
| Samedi 22 avril 2017 15 h 00 | Coeff 22e · Adenon 49e (csc) | (1 – 1) | 20e (csc) Diallo · 65e Dibassy · 86e Mondoncuit                                                                                                  | Stade Francis-Le Blé, Brest Spectateurs : 9 549 Diffuseur : beIN Sports 1 Arbitrage : Florent Batta | Stade Francis-Le Blé, Brest Spectateurs : 9 549 Diffuseur : beIN Sports 1 Arbitrage : Florent Batta |
| Samedi 22 avril 2017 15 h 00 | Rapport                      |         | | Stade Francis-Le Blé, Brest Spectateurs : 9 549 Diffuseur : beIN Sports 1 Arbitrage : Florent Batta | Stade Francis-Le Blé, Brest Spectateurs : 9 549 Diffuseur : beIN Sports 1 Arbitrage : Florent Batta |
| Samedi 22 avril 2017 15 h 00 |                              | Équipes | Gurtner - Calvé, Adenon, Dibassy, Ielsch - Monconduit , Fofana - Bourgaud (Ndombele, 59e), Charrier (Tallo, 74e), Manzala (Soumah, 59e) - Kamara | Stade Francis-Le Blé, Brest Spectateurs : 9 549 Diffuseur : beIN Sports 1 Arbitrage : Florent Batta | Stade Francis-Le Blé, Brest Spectateurs : 9 549 Diffuseur : beIN Sports 1 Arbitrage : Florent Batta |

| 35e journée – 4e               | Amiens SC | 2 – 1   | AC ajaccien         | | |
| Vendredi 28 avril 2017 20 h 00 | Tallo 67e (Monconduit ) · Kamara 70e (Manzala )                                                                                     | (0 – 0) | 60e Maazou ( Cissé) | Stade de la Licorne, Amiens Spectateurs : 8 885 Diffuseur : beIN Sports Max 5 Arbitrage : Thomas Léonard | Stade de la Licorne, Amiens Spectateurs : 8 885 Diffuseur : beIN Sports Max 5 Arbitrage : Thomas Léonard |
| Vendredi 28 avril 2017 20 h 00 | Rapport |         |                     | Stade de la Licorne, Amiens Spectateurs : 8 885 Diffuseur : beIN Sports Max 5 Arbitrage : Thomas Léonard | Stade de la Licorne, Amiens Spectateurs : 8 885 Diffuseur : beIN Sports Max 5 Arbitrage : Thomas Léonard |
| Vendredi 28 avril 2017 20 h 00 | Gurtner - El Hajjam, Adenon, Dibassy, Ielsch - Ndombele, Monconduit , Fofana (Charrier, 69e), Soumah (Manzala, 65e) - Tallo, Kamara | Équipes |                     | Stade de la Licorne, Amiens Spectateurs : 8 885 Diffuseur : beIN Sports Max 5 Arbitrage : Thomas Léonard | Stade de la Licorne, Amiens Spectateurs : 8 885 Diffuseur : beIN Sports Max 5 Arbitrage : Thomas Léonard |

| 36e journée – 2e            | FC Sochaux-Montbéliard | 1 – 2   | Amiens SC | | |
| Vendredi 5 mai 2017 20 h 00 | Touzghar 2e (Martin )  | (1 – 1) | 25e Ndombele ( Monconduit) · 82e Ndombele ( Ielsch) | Stade Bonal, Montbéliard Spectateurs : 10 062 Diffuseur : beIN Sports Max 8 Arbitrage : Stéphanie Frappart | Stade Bonal, Montbéliard Spectateurs : 10 062 Diffuseur : beIN Sports Max 8 Arbitrage : Stéphanie Frappart |
| Vendredi 5 mai 2017 20 h 00 | Rapport                |         | | Stade Bonal, Montbéliard Spectateurs : 10 062 Diffuseur : beIN Sports Max 8 Arbitrage : Stéphanie Frappart | Stade Bonal, Montbéliard Spectateurs : 10 062 Diffuseur : beIN Sports Max 8 Arbitrage : Stéphanie Frappart |
| Vendredi 5 mai 2017 20 h 00 |                        | Équipes | Gurtner - El Hajjam, Adenon, Dibassy, Ielsch - Monconduit , Ndombele - Manzala (Gope-Fenepej, 71e), Charrier (Fofana, 71e), Soumah (Bourgaud, 85e) - Kamara | Stade Bonal, Montbéliard Spectateurs : 10 062 Diffuseur : beIN Sports Max 8 Arbitrage : Stéphanie Frappart | Stade Bonal, Montbéliard Spectateurs : 10 062 Diffuseur : beIN Sports Max 8 Arbitrage : Stéphanie Frappart |

| 37e journée – 2e             | Amiens SC | 3 – 0   | Stade lavallois FC | | |
| Vendredi 12 mai 2017 20 h 30 | Koita 10e (Ndombele ) · Manzala 14e · Bourgaud 85e (Ndombele )                                                                                             | (2 – 0) |                    | Stade de la Licorne, Amiens Spectateurs : 11 669 Diffuseur : beIN Sports Max 5 Arbitrage : Hakim Bel El Hadj | Stade de la Licorne, Amiens Spectateurs : 11 669 Diffuseur : beIN Sports Max 5 Arbitrage : Hakim Bel El Hadj |
| Vendredi 12 mai 2017 20 h 30 | Rapport |         |                    | Stade de la Licorne, Amiens Spectateurs : 11 669 Diffuseur : beIN Sports Max 5 Arbitrage : Hakim Bel El Hadj | Stade de la Licorne, Amiens Spectateurs : 11 669 Diffuseur : beIN Sports Max 5 Arbitrage : Hakim Bel El Hadj |
| Vendredi 12 mai 2017 20 h 30 | Gurtner - El Hajjam, Adenon, Dibassy, Ielsch - Monconduit , Ndombele - Manzala, Charrier (Bourgaud, 77e), Soumah (Gope-Fenepej, 57e) - Koïta (Fofana, 64e) | Équipes |                    | Stade de la Licorne, Amiens Spectateurs : 11 669 Diffuseur : beIN Sports Max 5 Arbitrage : Hakim Bel El Hadj | Stade de la Licorne, Amiens Spectateurs : 11 669 Diffuseur : beIN Sports Max 5 Arbitrage : Hakim Bel El Hadj |

| 38e journée – 2e             | Stade de Reims           | 1 – 2   | Amiens SC | | |
| Vendredi 19 mai 2017 20 h 30 | (Metanire ) Rigonato 62e | (0 – 1) | 12e Kamara · 90+6e Bourgaud ( El Hajjam) | Stade Auguste-Delaune, Reims Spectateurs : 15 203 Diffuseur : beIN Sports Max 9 Arbitrage : Jérôme Brisard | Stade Auguste-Delaune, Reims Spectateurs : 15 203 Diffuseur : beIN Sports Max 9 Arbitrage : Jérôme Brisard |
| Vendredi 19 mai 2017 20 h 30 | Berthier 24e, 89e        | Rapport | | Stade Auguste-Delaune, Reims Spectateurs : 15 203 Diffuseur : beIN Sports Max 9 Arbitrage : Jérôme Brisard | Stade Auguste-Delaune, Reims Spectateurs : 15 203 Diffuseur : beIN Sports Max 9 Arbitrage : Jérôme Brisard |
| Vendredi 19 mai 2017 20 h 30 |                          | Équipes | Gurtner - El Hajjam, Adenon, Dibassy, Ielsch - Monconduit , Ndombele (Koïta, 77e) - Manzala, Charrier (Fofana, 57e), Soumah (Bourgaud, 83e) - Kamara | Stade Auguste-Delaune, Reims Spectateurs : 15 203 Diffuseur : beIN Sports Max 9 Arbitrage : Jérôme Brisard | Stade Auguste-Delaune, Reims Spectateurs : 15 203 Diffuseur : beIN Sports Max 9 Arbitrage : Jérôme Brisard |

Source : Classement officiel sur le site de la LFP.

| Rang | Équipe                            | Pts  | J  | G  | N  | P  | Bp | Bc | Diff |
| ---- | --------------------------------- | ---- | -- | -- | -- | -- | -- | -- | ---- |
| 1    | RC Strasbourg P                   | 67   | 38 | 19 | 10 | 9  | 63 | 47 | +16  |
| 2    | Amiens SC P                       | 66   | 38 | 19 | 9  | 10 | 56 | 38 | +18  |
| 3    | ES Troyes R                       | 66   | 38 | 19 | 9  | 10 | 59 | 43 | +16  |
| 4    | RC lensois                        | 65   | 38 | 18 | 11 | 9  | 59 | 40 | +19  |
| 5    | Stade brestois                    | 65   | 38 | 19 | 8  | 11 | 58 | 44 | +14  |
| 6    | Nîmes Olympique                   | 64   | 38 | 17 | 13 | 8  | 58 | 40 | +18  |
| 7    | Stade de Reims R                  | 55   | 38 | 14 | 13 | 11 | 42 | 39 | +3   |
| 8    | Le Havre AC                       | 54   | 38 | 14 | 12 | 12 | 39 | 31 | +8   |
| 9    | Gazélec FC Ajaccio R              | 51   | 38 | 13 | 12 | 13 | 47 | 51 | -4   |
| 10   | Chamois niortais FC               | 49   | 38 | 12 | 13 | 13 | 45 | 57 | -12  |
| 11   | AC Ajaccio                        | 48   | 38 | 13 | 9  | 16 | 47 | 56 | -9   |
| 12   | Clermont Foot                     | 46   | 38 | 11 | 13 | 14 | 46 | 48 | -2   |
| 13   | FC Sochaux-Montbéliard            | 46   | 38 | 11 | 13 | 14 | 38 | 43 | -5   |
| 14   | Valenciennes FC                   | 45   | 38 | 10 | 15 | 13 | 44 | 44 | 0    |
| 15   | Football Bourg-en-Bresse Péronnas | 44   | 38 | 11 | 11 | 16 | 49 | 58 | -9   |
| 16   | Tours FC                          | 43   | 38 | 10 | 13 | 15 | 55 | 60 | -5   |
| 17   | AJ auxerroise                     | 43   | 38 | 11 | 10 | 17 | 28 | 40 | -12  |
| 18   | US Orléans P                      | 38-4 | 38 | 11 | 9  | 18 | 41 | 54 | -13  |
| 19   | Red Star FC                       | 36   | 38 | 8  | 12 | 18 | 36 | 56 | -20  |
| 20   | Stade lavallois FC                | 30   | 38 | 5  | 15 | 18 | 33 | 52 | -19  |

Promotions
- Promotion en Ligue 1
- Barrage de promotion en Ligue 1

Relégations
- Barrage de relégation en National 1
- Relégation en National 1

Abréviations
- P : Promu de National
- R : Relégué de Ligue 1

1. ↑  À la suite du « non-respect de ses obligations en matière de présentation des comptes et communication d’informations inexactes à la DNCG », l'US Orléans se voit sanctionné d'un retrait de quatre points le 1er mars 2017[10].

### Coupe de France
| 7e tour                         | Amiens SC | 0 – 2   | FC Chambly                 |                                                                                          |                                                                                          |
| Samedi 12 novembre 2016 17 h 00 | | (0 – 1) | 11e Miranda · 59e Padovani | Stade de la Licorne, Amiens Spectateurs : 2 704 Diffuseur : Aucun Arbitrage : M. Leonard | Stade de la Licorne, Amiens Spectateurs : 2 704 Diffuseur : Aucun Arbitrage : M. Leonard |
| Samedi 12 novembre 2016 17 h 00 | Rapport |         |                            | Stade de la Licorne, Amiens Spectateurs : 2 704 Diffuseur : Aucun Arbitrage : M. Leonard | Stade de la Licorne, Amiens Spectateurs : 2 704 Diffuseur : Aucun Arbitrage : M. Leonard |
| Samedi 12 novembre 2016 17 h 00 | Adicéam - Calvé, Adenon, Fontaine, Ielsch - Monconduit , NDombelé (Fofana, 72e) - Eickmayer (Mamilonne, 63e), Charrier (Tinhan, 63e), Manzala - Kamara | Équipes |                            | Stade de la Licorne, Amiens Spectateurs : 2 704 Diffuseur : Aucun Arbitrage : M. Leonard | Stade de la Licorne, Amiens Spectateurs : 2 704 Diffuseur : Aucun Arbitrage : M. Leonard |

### Coupe de la Ligue
| 1er tour                  | Clermont Foot                   | 2 – 1   | Amiens SC |                                                                                        |                                                                                        |
| Mardi 9 août 2016 20 h 00 | Ajorque 8e (pen.) · Salze 90+3e | (1 – 0) | 90e Adenon | Stade Gabriel-Montpied, Clermont-Ferrand Spectateurs : 1 508 Arbitrage : Jérémy Stinat | Stade Gabriel-Montpied, Clermont-Ferrand Spectateurs : 1 508 Arbitrage : Jérémy Stinat |
| Mardi 9 août 2016 20 h 00 | Rapport                         |         | | Stade Gabriel-Montpied, Clermont-Ferrand Spectateurs : 1 508 Arbitrage : Jérémy Stinat | Stade Gabriel-Montpied, Clermont-Ferrand Spectateurs : 1 508 Arbitrage : Jérémy Stinat |
| Mardi 9 août 2016 20 h 00 |                                 | Équipes | Adiceam - Ndombele, Adenon, Dekoke, Ielsch - Fofana (Eickmayer, 80e), Ngosso - Bourgaud (Tinhan, 76e), Charrier (Soumah, 68e), Cornette - Mamilonne | Stade Gabriel-Montpied, Clermont-Ferrand Spectateurs : 1 508 Arbitrage : Jérémy Stinat | Stade Gabriel-Montpied, Clermont-Ferrand Spectateurs : 1 508 Arbitrage : Jérémy Stinat |

### Matchs amicaux
| Amical                    | Amiens SC | 1 – 1   | Stade de Reims (L2) |                                       |                                       |
| Vendredi 1er juillet 2016 | Rabeï 43e | (1 – 1) | 18e Berthier        | Stade du Moulin Cardenier, Montdidier | Stade du Moulin Cardenier, Montdidier |
| Vendredi 1er juillet 2016 | Rapport |         |                     | Stade du Moulin Cardenier, Montdidier | Stade du Moulin Cardenier, Montdidier |
| Vendredi 1er juillet 2016 | MT1 : Adiceam - Ndombele, Adenon, Lefort, Ielsch - Eickmeyer, Monconduit, Cornette, Soumah - Rabeï (Charrier, 44e), Tinhan MT2 : Gurtner - El Hajjam, Adenon, Seba, Dibassy - Bourgaud, Charrier, Ngosso, Gope-Fenepej - Kamara, Timite | Équipes |                     | Stade du Moulin Cardenier, Montdidier | Stade du Moulin Cardenier, Montdidier |

| Amical                  | Amiens SC | 2 – 1   | FC Chambly (N) |                        |                        |
| Vendredi 8 juillet 2016 | Tinhan 23e 25e | (2 – 1) | 22e Couturier  | Stade André-Coël, Roye | Stade André-Coël, Roye |
| Vendredi 8 juillet 2016 | Rapport |         |                | Stade André-Coël, Roye | Stade André-Coël, Roye |
| Vendredi 8 juillet 2016 | MT1 : Gurtner - El Hajjam, Adenon, Seba, Dibassy - Bourgaud, Charrier, Monconduit, Gope-Fenepej - Tinhan, Mamilonne MT2 : Adiceam - El Hajjam, Ngosso, Lefort, Ielsch - Ndombele, Fofana - Eickmeyer, Cornette, Soumah (Buengo, 75e) - Kamara | Équipes |                | Stade André-Coël, Roye | Stade André-Coël, Roye |

| Amical                        | Amiens SC | 2 – 1   | USL Dunkerque (N) |                               |                               |
| Vendredi 15 juillet 2016 18 h | Gope-Fenepej 8e · Tinhan 74e | (1 – 1) | 5e Renquin        | Stade Saint-Justin, Montreuil | Stade Saint-Justin, Montreuil |
| Vendredi 15 juillet 2016 18 h | Rapport |         |                   | Stade Saint-Justin, Montreuil | Stade Saint-Justin, Montreuil |
| Vendredi 15 juillet 2016 18 h | Gurtner (Adiceam, 65e) - El Hajjam (Ndombele, 65e), Adenon, Seba (Lefort, 65e), Ielsch (Dibassy, 46e MT) - Monconduit (Cornette, 65e), Ngosso (Fofana, 65e) - Bourgaud (Eickmayer, 65e), Charrier (Mamilonne, 46e MT), Gope-Fenepej (Kamara, 75e) - Kamara (Tinhan, 46e MT) | Équipes |                   | Stade Saint-Justin, Montreuil | Stade Saint-Justin, Montreuil |

| Amical                     | (CFA) AC Amiens | 0 – 3   | Amiens SC |                          |                          |
| Mardi 19 juillet 2016 18 h |                 | (0 – 2) | (csc) Yussoufa · Kamara · Mamillonne                                                                                             | Stade Jean-Bouin, Amiens | Stade Jean-Bouin, Amiens |
| Mardi 19 juillet 2016 18 h | Rapport         |         | | Stade Jean-Bouin, Amiens | Stade Jean-Bouin, Amiens |
| Mardi 19 juillet 2016 18 h |                 | Équipes | Gurtner - Ndombele, Adenon, Seba, Dibassy - Cornette, Monconduit, Fofana, Soumah - Tinhan, Kamara (remplacements non renseignés) | Stade Jean-Bouin, Amiens | Stade Jean-Bouin, Amiens |

| Amical                        | (L2) Valenciennes FC | 0 – 1   | Amiens SC |                                |                                |
| Vendredi 22 juillet 2016 20 h |                      | (0 – 1) | 49e Kamara | Stade du Hainaut, Valenciennes | Stade du Hainaut, Valenciennes |
| Vendredi 22 juillet 2016 20 h | Rapport              |         | | Stade du Hainaut, Valenciennes | Stade du Hainaut, Valenciennes |
| Vendredi 22 juillet 2016 20 h |                      | Équipes | Gurtner - El Hajjam, Ngosso, Lefort, Ielsch - Ndombele, Monconduit - Bourgaud, Charrier, Gope-Fenepej - Kamara (remplacements non renseignés) | Stade du Hainaut, Valenciennes | Stade du Hainaut, Valenciennes |

## Statistiques

### Temps de jeu
| P. | Joueur               | 1  | 2  | L1 | 3  | 4  | 5  | 6  | 8  | 9  | 7  | 10 | 11 | 12 | 13 | 14 | F1 | 15 | 16 | 17 | 18 | 19 | 20 | 21 | 22 | 23 | 24 | 25 | 26 | 27 | 28 | 29 | 30 | 31 | 32 | 33 | 34 | 35 | 36 | 37 | 38 |
| -- | -------------------- | -- | -- | -- | -- | -- | -- | -- | -- | -- | -- | -- | -- | -- | -- | -- | -- | -- | -- | -- | -- | -- | -- | -- | -- | -- | -- | -- | -- | -- | -- | -- | -- | -- | -- | -- | -- | -- | -- | -- | -- |
| G  | Raphaël Adiceam      | -  | -  | 90 | -  | -  | -  | -  | -  | -  | -  | -  | -  | -  | -  | -  | 90 | -  | -  | -  | -  | -  | -  | -  | -  | -  | -  | -  | -  | -  | -  | -  | -  | -  | -  | -  | -  | -  | -  | -  | -  |
| G  | Régis Gurtner        | 90 | 90 | -  | 90 | 90 | 90 | 90 | 90 | 90 | 90 | 90 | 90 | 90 | 90 | 90 |    | 90 | 90 | 90 | 90 | 90 | 90 | 90 | 90 | 90 | 90 | 90 | 90 | 90 | 90 | 90 | 90 | 90 | 90 | 90 | 90 | 90 | 90 | 90 | 90 |
| D  | Khaled Adenon        |    | 90 | 90 | 90 | 90 | 90 | 90 | 90 | 90 | 90 | 90 |    | 90 | 90 | 90 | 90 | 90 | 90 | 90 | 90 | 90 | 90 | 90 | 90 | 90 | 90 | 90 | 90 | 90 | 90 | 90 | 90 | 90 | 90 | 90 | 90 | 90 | 90 | 90 | 90 |
| D  | Jean Calvé           |    |    |    |    |    |    |    |    |    | 90 |    | 90 |    | -  | -  | 90 | -  |    |    | -  | 1  | 90 | -  | -  |    | 90 | 90 | 90 | 90 | 90 | 90 | -  | -  | 52 | 90 | 90 | -  | -  | -  | -  |
| D  | Nathan Dekoke        | 17 |    | 90 |    |    |    |    |    |    |    |    |    |    |    |    |    |    |    |    |    |    | -  |    |    |    |    |    |    |    |    |    |    |    |    |    |    |    |    |    |    |
| D  | Bakaye Dibassy       |    | 90 | -  | 90 | 67 | 90 | 90 | 90 | 90 | 90 | 90 | 90 | 90 | 90 | 90 |    | 90 | 90 | 90 | 90 | 90 | 90 | 90 | 90 | 90 | 90 | 90 | 38 | 90 | 90 | 90 | 90 | 90 | 90 | 90 | 90 | 90 | 90 | 90 | 90 |
| D  | Oualid El Hajjam     | 90 | 90 |    | 90 | 90 | 90 | 90 | 90 | 90 |    | 90 | 90 | 90 | 90 | 90 |    | 90 | 90 | 90 | 90 | 90 |    | 83 | 90 | 74 |    |    |    |    |    |    | 90 | 90 | 28 |    |    | 90 | 90 | 90 | 90 |
| D  | Mathieu Fontaine     |    |    |    |    |    |    |    |    |    |    |    |    |    |    |    | 90 |    |    |    |    |    |    |    |    |    |    |    |    |    |    |    |    |    |    |    |    |    |    |    |    |
| D  | Julien Ielsch        | 73 | -  | 90 | -  | 23 | 11 | -  | -  | 12 | 8  | 58 | 9  | -  |    |    | 90 |    | -  | 11 | -  | -  |    |    | 90 | -  | 7  | -  | 52 | -  | 27 | 90 | 90 | 90 | 90 | 90 | 90 | 90 | 90 | 90 | 90 |
| D  | Jordan Lefort        | 90 | 90 |    | 90 | 90 | 90 | 90 | 90 | 90 | 73 |    | 90 | 90 | 90 | 90 |    | 90 | 90 | 90 | 90 | 90 | 90 | 90 |    | 90 | 90 | 90 | 90 | 90 | 90 | -  | 1  |    |    |    |    |    |    |    |    |
| M  | Emmanuel Bourgaud    | 90 | 67 | 76 | 88 | 90 | 90 | 90 | 90 | 90 |    | 90 | 90 | 84 | 82 |    |    | 66 | 80 | 79 |    | 89 |    | 23 | 63 | 63 | -  |    | 10 | 73 | 58 | 6  |    | 10 | 15 | 81 | 59 | -  | 5  | 13 | 7  |
| M  | Charly Charrier      | 90 | 45 | 68 | 73 | 90 | 90 | 90 | 80 | 67 | 1  | 73 | 85 | 73 |    | 90 | 63 | 82 | 31 | 55 | 34 | 87 | 78 | 67 | 78 | 27 | 72 | 90 | 45 | 17 | 63 | 27 | 27 | 69 | 75 | 86 | 74 | 21 | 71 | 77 | 57 |
| M  | Quentin Cornette     |    | 17 | 90 | 2  | 63 |    |    |    |    |    |    |    |    |    |    |    |    |    |    |    |    |    |    |    |    |    |    |    |    |    |    |    |    |    |    |    |    |    |    |    |
| M  | Joachim Eickmayer    |    |    | 10 |    |    |    |    |    |    |    |    |    |    | 8  | 71 | 63 | -  |    | 45 | 56 | 3  | 1  |    |    |    |    |    |    |    | -  |    |    |    |    |    |    |    |    |    |    |
| M  | Guessouma Fofana     | 90 | 23 | 80 | 17 | 13 | 29 | 64 | 27 | 90 | 89 | 90 | 90 | 90 |    | 88 | 18 | 90 | 90 |    |    |    | 89 | 8  | 79 | 63 | 18 | 90 | 90 | 90 |    | 63 | 63 | 21 | 90 | 90 | 90 | 69 | 19 | 26 | 33 |
| M  | Georges Gope-Fenepej |    |    |    |    |    |    |    |    | 18 | 82 | 25 | -  | 63 | 73 | 19 |    |    |    | -  | 12 |    | 90 |    |    |    |    |    |    | 21 | 18 |    |    |    | 6  | -  | -  |    | 19 | 33 |    |
| M  | Harrison Manzala     |    |    |    |    |    |    |    |    |    |    |    |    |    |    |    | 90 | 24 |    |    |    |    | 12 | 23 | 27 |    | 90 | 17 | 90 | 69 | 32 | 90 | 89 | 66 | 84 | 71 | 59 | 25 | 71 | 90 | 90 |
| M  | Thomas Monconduit    | 90 | 90 |    | 90 | 90 | 90 | 86 | 63 | 23 | 90 | 90 | 90 | 90 | 90 | 90 | 90 |    | 90 | 45 | 90 | 90 | 90 | 90 | 90 | 90 | 90 | 90 | 45 |    | 90 | 90 | 90 | 90 | 90 | 90 | 90 | 90 | 90 | 90 | 90 |
| M  | Tanguy Ndombele      | -  |    | 90 |    |    |    | 4  | 10 |    | 79 | -  | 5  | 17 | 90 | 2  | 72 | 90 | 10 | 90 | 78 | 90 | 90 | 90 | 11 | 90 | 90 | 78 | 90 | 90 | 90 | 90 | 90 | 48 |    | 4  | 31 | 90 | 90 | 90 | 77 |
| M  | Guy Ngosso           | 90 | 90 | 90 | 90 | 90 | 61 | 26 | 90 | 90 | 90 | 32 |    |    |    |    |    |    |    |    |    |    |    |    |    |    |    |    |    |    |    |    |    |    |    |    |    |    |    |    |    |
| M  | Réda Rabeï           |    |    |    |    |    |    |    |    |    |    |    |    |    | 17 |    |    |    |    |    |    |    |    |    |    |    |    |    |    |    |    |    |    |    | -  |    |    |    |    |    |    |
| M  | Richard Soumah       | 80 | 73 | 22 | 80 |    | 79 | 90 | 90 | 72 | 11 | 65 | 81 | 27 | 90 | 90 |    | 90 | 90 | 90 | 90 | 90 |    | 67 | 90 | 90 | 83 | 73 | 80 | 90 | 72 | 84 |    | 24 | 38 | 19 | 31 | 65 | 85 | 57 | 83 |
| A  | Aboubakar Kamara     | 25 | 45 |    |    | 27 | -  | 21 | 26 | 78 | -  | 90 | 64 | 6  | 25 | 30 | 90 | 90 | 81 | 90 | 90 | 72 | 45 | 90 | 90 | 90 |    | 26 |    |    |    |    | 90 | 90 | 90 | 90 | 90 | 90 | 90 |    | 90 |
| A  | Seybou Koïta         |    |    |    |    |    |    |    |    |    |    |    |    |    |    |    |    |    |    |    |    |    |    |    |    |    |    |    |    |    |    |    |    |    |    |    |    |    |    | 64 | 13 |
| A  | Yannick Mamilonne    | 10 |    | 90 | 13 | -  | 6  |    |    |    |    |    |    |    |    |    | 27 |    | 9  |    |    |    | 45 | 7  | 12 | 16 | 14 | 64 | -  | 66 | 90 | 15 | 4  |    |    |    |    |    |    |    |    |
| A  | Junior Tallo         |    |    |    |    |    |    |    |    |    |    |    |    |    |    |    |    |    |    |    |    |    |    |    |    | 27 | 76 | 12 | 90 | 24 |    | 75 | 86 | 80 |    | 9  | 16 | 90 |    |    |    |
| A  | Jonathan Tinhan      | 65 | 45 | 14 | 77 | 77 | 84 | 69 | 64 | -  | 90 | 17 | 26 | 90 | 65 | 60 | 27 | 8  | 59 | 35 | 90 | 18 |    |    |    |    |    |    |    |    |    |    |    |    |    |    |    |    |    |    |    |
| P. | Joueur               | 1  | 2  | L1 | 3  | 4  | 5  | 6  | 8  | 9  | 7  | 10 | 11 | 12 | 13 | 14 | F1 | 15 | 16 | 17 | 18 | 19 | 20 | 21 | 22 | 23 | 24 | 25 | 26 | 27 | 28 | 29 | 30 | 31 | 32 | 33 | 34 | 35 | 36 | 37 | 38 |